# Ocotito
Ocotito es una localidad del estado mexicano de Guerrero. Es parte del municipio de Chilpancingo de los Bravo.

## Demografía
| Gráfica de evolución demográfica |
|                                  |

| Censo | Población |
| ----- | --------- |
| 1900  | 191       |
| 1910  | 287       |
| 1921  | 422       |
| 1930  | 515       |
| 1940  | 619       |
| 1950  | 1 013     |
| 1960  | 1 581     |
| 1970  | 2 681     |
| 1980  | 4 421     |
| 1990  | 8 819     |
| 2000  | 5 691     |
| 2010  | 6 882     |
| 2020  | 6 757     |